# Lékárna U Salvátora
Lékárna u Salvátora je novorenesanční budova a bývalá lékárna v Starém Městě v Bratislavě na Panské ulici 35. 
V roce 1904 ji dal postavit lékárník Rudolf Adler. nacházející se na Panské 35. Lékárnu původně založil arcibiskup Georg Lippai v 17. století a ta měnila majitele a sídla několikrát, než se nakonec usadila zde. Fungovala 102 let a byla zavřena v roce 1996.  Budova byla vybavena barokoovým lékárenským nábytkem z roku 1727, který se dnes nachází v soukromých rukách.
Na fasádě budovy se nachází kamenná socha Krista Spasitele od sochaře Aloise Rize. Přízemí je opuštěné a ve vyšších podlažích se je deset bytů, které jsou částečně obsazeny zaměstnanci Slovenského národního divadla. Od roku 1963 patří budova mezi chráněné památky a je jedním z výrazných příkladů novorenesanční architektury v Bratislavě.